# Bulia
Bulia là một chi bướm đêm thuộc họ Erebidae.

## Các loài
- Bulia confirmans Walker, [1858]
- Bulia deducta Morrison, 1875
- Bulia mexicana Behr, 1870
- Bulia schausi Richards, 1941
- Bulia similaris Richards, 1936